# Henry Hansen
Henry Hansen (16. března 1902 Kodaň – 28. března 1985 Gentofte) byl dánský silniční cyklista, vítěz silničního závodu na olympijských hrách v Amsterdamu roku 1928, historicky druhého individuálního silničního závodu na OH (po premiéře v Athénách roku 1896 následovala dlouhá pauza). Na stejných hrách získal zlato i ze závodu týmového. O čtyři roky později, na olympiádě v Los Angeles roku 1932, získal díky týmovému závodu stříbro. V roce 1931 se stal mistrem světa. Hansenova neteř byla manželkou cyklisty Knuda Enemarka Jensena, který zemřel během olympijských her v Římě roku 1960.